# Río Ave
El río Ave es un río del noroeste de la península ibérica que discurre por los distritos de Braga y Oporto, en Portugal. 

## Toponimia
Según João de Barros, 
Ave - Rio __ três léguas do Porto, mete-se no mar em Vila do Conde. Chamava-se Avis, e Avon segundo Plinio.
En un estudio lingüístico el hidrónimo Ave proviene del antiguo celta *Abona o *Avona con el significado de "agua, río".

## Curso
El Ave nace en la sierra de Cabreira, en el municipio de Vieira do Minho, a cerca de 1200 m de altitud. Recorre 94 km hasta desembocar en el Océano Atlántico, al sur de la localidad de Vila do Conde. 
Su cuenca hidrográfica tiene una área aproximada de 1390 km², comprendiendo 15 municipios. El río baña sucesivamente los municipios de Vieira do Minho, Póvoa de Lanhoso, Guimarães, Vila Nova de Famalicão, Santo Tirso, Trofa y Vila do Conde.
Sus afluentes más importantes son el río Este (margen derecha) y el río Vizela (margen izquierda).

## Contaminación
Se encuentra bastante contaminado, debido a los vertidos industriales y domésticos que desde hace décadas contribuyen a que, en la práctica, se haya convertido en un río prácticamente muerto, a pesar de que aún alberga vida marina. La descontaminación prometida no está siendo del todo satisfactoria.